# Falklandské dependence
Falklandské dependence (anglicky Falkland Islands Dependencies) byly zámořským územím Spojeného království, které zahrnovalo ostrovy v jižním Atlantském oceánu jižně od Falkland a britský sektor Antarktidy. Z praktických důvodů byly spravovány z Port Stanley na Falklandách, ale z politického a finančního hlediska nebyly jejich součástí. Stálé sídlo místní správy Grytviken na ostrově Jižní Georgie bylo založeno v roce 1909.

## Historie
Vznikly patentem Velké Británie v roce 1843, který byl následně revidován v letech 1876, 1892, 1908, 1917 a 1962. Rozsah území se v průběhu času měnil. Na opakované dotazy Norska mezi lety 1905 - 1907 Velká Británie neustále připomínala že území mezi 35. a 80. poledníkem západní délky je předmětem britských zájmů a vydala k tomu další patent v roce 1908, který rozšířil Falklandské dependence o Jižní Sandwichovy ostrovy a Grahamovu zemi a zahrnoval území jižně od 50. rovnoběžky mezi 20. a 80. poledníkem západní délky. V roce 1917 byla severní hranice západně od 50. poledníku posunuta k 58. rovnoběžce. V roce 1962 bylo z Falklandských dependencí na základě Antarktického smluvního systému vyčleněno Britské antarktické území. Po vstupu Spojeného království do Evropských společenství v roce 1973 získaly Falklandské dependence status Zvláštního území Evropské unie podle Římských smluv. V roce 1985 byly Falklandské dependence zcela osamostatněny od Falkland přejmenovány na Jižní Georgii a Jižní Sandwichovy ostrovy.

### Poštovní známky
Od roku 1946 vycházely poštovní známky pro Falklandské dependence s textem "Falkland Islands Dependencies". Do roku 1962 vyšlo 37 známek, které zobrazovaly místní prostředí, případně se jednalo o společné emise britské oblasti. Poté je nahradily známky Jižní Georgie. Od roce 1980 do roku 1985 vycházely opět známky označené textem Falklandských dependencí. Načež je definitivně nahradily známky Jižní Georgie a Jižních Sandwichových ostrovů.